# Ferdinand Exl

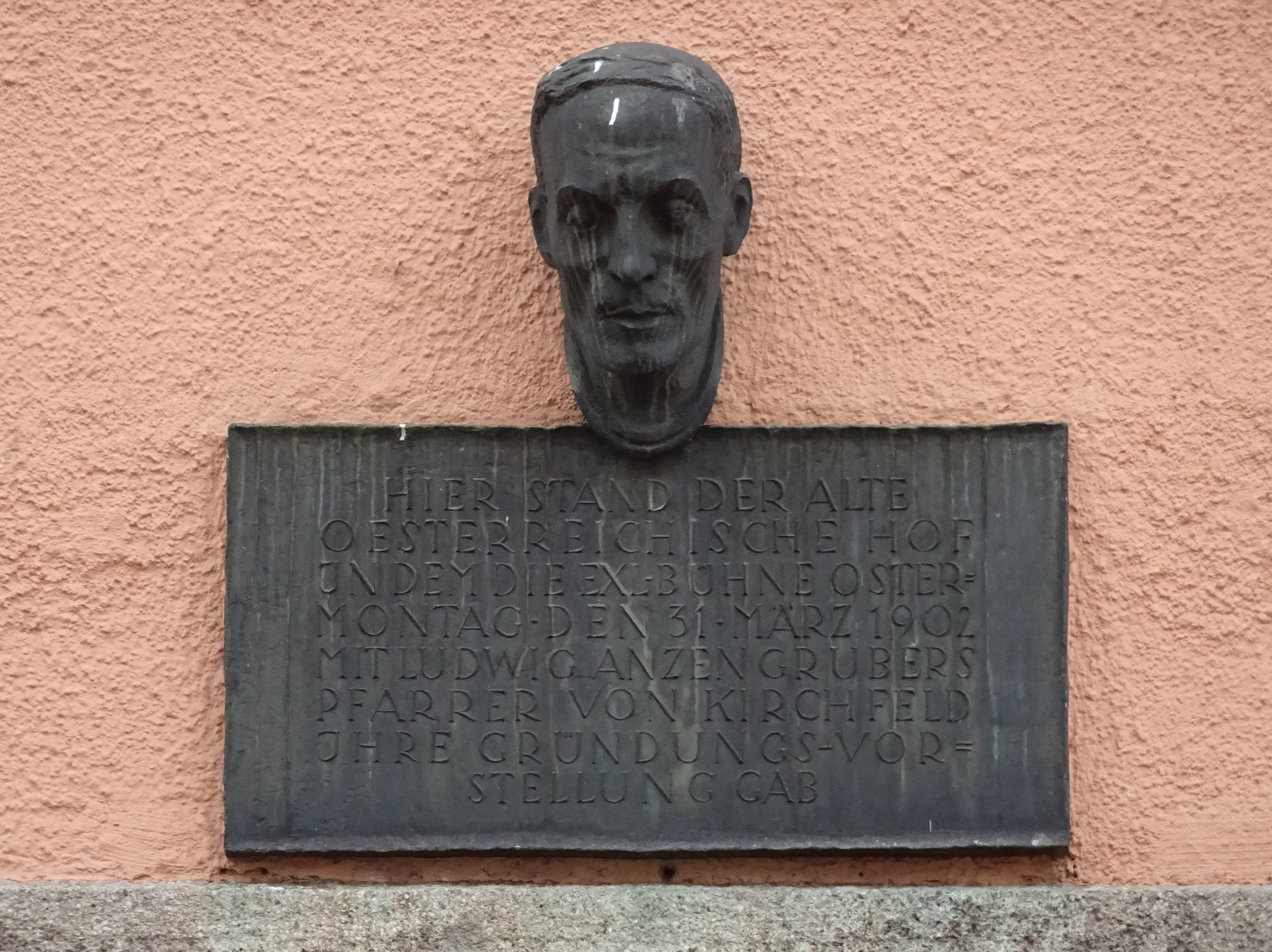
Gedenktafel zur Gründung der Exl-Bühne mit Büste Ferdinand Exls

Ferdinand Exl (* 27. August 1875 in Innsbruck; † 28. Oktober 1942 ebenda) war ein österreichischer Schauspieler sowie Begründer und langjähriger Direktor der Tiroler Theatergruppe Exl-Bühne.

## Leben
Nach Auftritten am Bauerntheater in Pradl begründete er in Wilten die „Erste Tiroler Bauernspiel-Gesellschaft“, die am 31. März 1902 mit Ludwig Anzengrubers Pfarrer von Kirchfeld im Österreichischen Hof ihre erste Vorstellung gab und in der Folge als Exl-Bühne mit der Aufführung von Volks- und Bauernstücken, unter anderem von Anzengruber, Karl Schönherr, Franz Kranewitter und Rudolf Brix, große Bekanntheit erlangte. Das Theater übersiedelte später nach Innsbruck, wo Ferdinand Exl von 1915 bis 1920 das Innsbrucker Stadttheater leitete und 1919 die Innsbrucker Kammerspiele gründete, die er bis 1922 leitete. Von 1927 bis 1931 war Exl (unter der Direktion von Rudolf Beer) künstlerischer Leiter des Wiener Raimundtheaters. Vereinzelt trat er auch in volkstümlichen Filmproduktionen auf, zumeist mit anderen Ensemblemitgliedern der Exl-Bühne, wie 1921 in Glaube und Heimat, 1939 in Der Feuerteufel und 1941 in Der Meineidbauer. 
Zum 30. März 1933 trat Exl der NSDAP bei (Mitgliedsnummer 1.609.195). Wie viele andere stellte er sich 1938 nach dem „Anschluss“ Österreichs der Nazi-Propaganda für den Wahlaufruf der Wiener Künstler zur „Volksabstimmung“ zur Verfügung. Im Dritten Reich hoch geschätzt, feierte das Ensemble Erfolge als „Wehrmachtsbühne“ und spielte unter anderem 1944 für die SS-Wachmannschaft im Konzentrationslager Auschwitz.
Nach seinem Tod 1942 übernahmen seine Frau Anna Exl und die gemeinsame Tochter Ilse die Leitung der Exl-Bühne, die 1956 aufgelöst wurde.

## Ehrungen
1942 wurde Ferdinand Exl Ehrenbürger der Stadt Innsbruck. 1962 wurde die Exlgasse im Innsbrucker Stadtteil Höttinger Au nach ihm benannt. In Wörgl erinnert die Ferdinand-Exl-Straße an ihn. Am Nachfolgebau des Österreichischen Hofes in Wilten wurde eine Gedenktafel mit Büste Exls zur Erinnerung an die Gründungsvorstellung angebracht.

## Filmografie
- 1913: Die Todesbraut
- 1921: Glaube und Heimat
- 1928: Kaiserjäger
- 1940: Der Feuerteufel
- 1941: Der Meineidbauer